# Lenguas kipchak-bulgáricas
Las lenguas kipchak-bulgáricas, también conocidas como kipchak septentrionales o túrquicas Volga–Urales, son uno de los tres grupos de lenguas túrquicas noroccidentales. El grupo consiste en dos lenguas habladas en Asia Central.

## Clasificación
Túrquico

   Túrquico noroccidental

    L. kipchak-bulgáricas

      Idioma tártaro

      Idioma baskir